# Ysaline
Cette page présente le prénom Ysaline ainsi que ses variantes.
Ysaline est un prénom féminin ancien très peu répandu mais qui semble jouir d'une nouvelle popularité ces dernières années dans les statistiques françaises et belges.

## Étymologie
Deux étymologies sont possibles :
- Comme Isabelle, dérivé d'Élisabeth (via l'espagnol médiéval), le prénom vient de l'hébreu elicheva  ou El-Yah-Beth qui signifie Dieu est serment ou promesse ou encore Dieu est ma demeure. Certaines théories affirment que Isabelle provient d'un nom sémitique ancien qui signifie fille de Ba'al.

(Source : Behind the name )
- Une autre étymologie possible est proposée par J-M. Barbé (Tous les prénoms, J-M. Barbé, Ed. Gisserot).

Selon lui, Ysoline, et donc Ysaline, dérive de Eusébie (Ysoie, Eusoye). 
Pour l'étymologie, Eusébie dérive de Eusèbe qui provient du grec (Eusebios → Eusebes → ευσεβης)  et signifie pieux.
Il existe trois saintes Eusébie qui se fêtent en France respectivement le 16 mars, le 20 septembre ou le 11 octobre.

## Variantes
Isoline, Isaline, Isalyne, Iselin (féminin norvégien), Ysalis, Ysoline, Yzaline, Izolina, Iseline, Yseline, Iseut, Isolde, Yseult, Yseur, Ysalie, Isalis.

## Historique
Iseut est surtout connu par le roman du cycle arthurien Tristan et Iseut.
Isaline et Isoline étaient, dans le passé, deux prénoms donnés entre autres dans les familles nobles. 
« Isaline » est la forme du prénom la plus rencontrée, mais « Ysaline » est actuellement celle qui rencontre le plus de succès dans les nouvelles naissances. (Exemple : Belgique 2004 - Ysaline : 204e prénom donné Isaline : 244e - Source: SPF Economie - INS, Statistiques démographiques)

## Fête
Ysaline est un prénom dérivé de Isabelle qui se fête le 22 ou le 24 février.

## Ysaline célèbres
- Ysaline Bonaventure, joueuse de tennis belge née à Liège le 29 août 1994.

## Iseline célèbres
- Iseline est le nom d'un personnage du roman de Knut Hamsun, Pan, c'est le nom d'une fille sauvage vivant dans la forêt, célèbre dans les contes norvégiens.

## Isaline célèbres
- Isaline Blew Horner

## Iselin célèbres
- Iselin Nybø
- Iselin Solheim

## Culture
Isoline est le titre d'un opéra de André Messager, créé à Paris, au Théâtre de la Renaissance, le 26 décembre 1888.
Le livret est de Catulle Mendès.